# Christoph Friedrich Duttenhofer
Christoph Friedrich Duttenhofer (* 1724; † 23. April 1782 in Stuttgart) war ein deutscher Seidenproduzent und -sachverständiger in der Zeit Herzog Carl Eugens von Württemberg.
Christoph Friedrich Duttenhofer war ein Sohn des Nürtinger Spital- und Bürgermeisters Jakob Friedrich Duttenhofer und dessen erster Frau Marie Judith, geb. Gfrörner und somit ein Halbbruder des Generalsuperintendenten Christian Friedrich Duttenhofer. 
Duttenhofer studierte Theologie und wurde 1751 Pfarrer in Oberensingen, gab aber bald Anlass zu Klagen. Von der Synode wurde gerügt, dass er „sich wenig Zeit nehme zu studieren“, „gegen die jungen Leute zum Theil ziemlich rauh“ und überhaupt „ziemlich unfreundlich und liebloß gegen seine Zuhörer“ sei. 1770 wurde er vom Dienst suspendiert. Im selben Jahr ließ sich seine Frau Katharine Magdalene, geb. Raser, mit der er die Söhne Johann Friedrich und Karl August Friedrich und die Tochter Friederike hatte, von ihm scheiden. Anlass war die Geburt seines außerehelichen Sohnes Immanuel Friedrich, dessen Mutter Christine Magdalene Balz eine Gastwirtstochter war.

## Seidenproduktion in Württemberg zu Duttenhofers Zeit
Der Grund seiner Suspendierung war Duttenhofers mangelnder Einsatz in seinem eigentlichen Amt gewesen. Dieser beruhte offenbar auf seinem starken Engagement in anderer Sache: Christoph Friedrich Duttenhofer war einer der Pioniere der Seidenproduktion im Lande.
1751 war eine ehemals private Seidenmanufaktur samt Pflanzungen in die Hände der Regierung übergegangen. Herzog Carl Eugen übertrug die Aufgabe, die Seidenproduktion in Württemberg zu beleben, den Kommerzienräten Christian Jakob Reinwald und Christoph Wilhelm Fink. Damit waren zahlreiche Vergünstigungen für die nächsten 25 Jahre verbunden: Außer den Fabrikationsanlagen, die mit 5000 fl. bezahlt werden mussten, erhielten die Unternehmer noch unentgeltlich Maulbeerpflanzungen in Ludwigsburg, in Maulbronn, in Großvillars, an einzelnen anderen Stellen und in  Stuttgart  sowie eine jährliche Unterstützung von 500 fl., darüber hinaus ein Fabrikationsprivileg, Steuerbefreiung und weitere Vorteile. Ferner wurde durch die Obrigkeit verfügt, dass „insonderheit [...] zwischen der Enz und dem Neckar die Aemter und Unterthanen angehalten werden sollen, so viel Maulbeerbäume, als nach Beschaffenheit ihrer Güter ohne Schaden seyn kann, zu übernehmen und auf ihren Feldern und Gärten zu verpflanzen.“ Zur Verwertung der zu erwartenden Seidenmengen wurde in Berg bei Stuttgart ein sechsstöckiges Filatorium errichtet, dessen zahlreiche Maschinen alle von einem einzigen Wasserrad angetrieben wurden. Um die Produktion noch zu erhöhen, wurde 1751 bei Cotta eine Anleitung zum Umgang mit den Seidenwürmern und zum Seidenbau gedruckt und im Land verbreitet. 
Doch im Inland stockte bald der Absatz der Ware und 1761 konnte sich die Fabrik in Berg nicht mehr halten. In großen Teilen des Landes waren die Verordnungen des Herzogs auch nur widerwillig aufgenommen worden, einzelne private Liebhaber indes, darunter Christoph Friedrich Duttenhofer, widmeten sich intensiv der Beschäftigung mit der Seidenproduktion und versuchten die Schwierigkeiten zu überwinden, die die Haltung der Seidenraupen im württembergischen Klima mit sich brachte. Ab 1756 wurden diese privaten Initiativen durch Prämien des Landesherrn unterstützt. Dies war auch dringend nötig, da es den Seidenproduzenten an Absatzmöglichkeiten fehlte und die Unternehmer oft unwillig auf das Angebot von Kokons statt gehaspelter Seide reagierten. Gehaspelte Seide aber „lieferte nur Pfarrer Duttenhofer von Ober-Ensingen | und Barbier Schneider von Ober-Riexingen.“ Duttenhofer gewann denn auch die beiden ersten ausgesetzten Prämien.
Ein Versuch einer Gesellschaft in Nürtingen, die Seidenproduktion auf eine bessere Basis zu bringen, indem zahlreiche Maulbeerbaumalleen angelegt wurden, scheiterte nach drei Jahren. Duttenhofer schien nun fast allein auf weiter Flur zu wirken. „Mit einer leidenschaftlichen Vorliebe für die Seidenzucht eingenommen, und mit den reizendsten Ideen von ihrem staatenbeglückenden Einfluss erfüllt, schuf er sich mit kleinen Mitteln selbst eine Maulbeerbaum-Plantage und alle Vorrichtungen für die Seidenwürmerzucht, vorzüglich aber suchte er durch Lehre und Unterricht auf den Landmann zum Besten der Sache zu wirken“, heißt es in einem zeitgenössischen Bericht. 1767 schickte ihn die Regierung, die sich in Sachen Seidenproduktion auf seinen Rat stützte, zu Studienzwecken nach Italien. Duttenhofer erhielt viele der alljährlich ausgesetzten Prämien, die allerdings im Jahr 1770 auf die Hälfte heruntergesetzt wurden. 
Nachdem sowohl der Landesherr 1783 als auch Christoph Friedrich Duttenhofer 1782 gestorben waren, ging es mit der Seidenproduktion in Württemberg wieder steil bergab: „die Anträge für die Uebernahme der schönen Plantage der armen Duttenhofer'schen Wittwe (1787) fanden keinen Eingang, Reinwalds ansehnliches Filatorium in Berg ließ man zerfallen, und 1803 um einen Spottpreis (2600 fl.) verkaufen; auch die letzten mit einem Balderstein aus Graubündten 1808 gepflogenen Unterhandlungen für ein größeres Unternehmen im Lande hatten keinen Erfolg.“
An die Zeit der Seidenproduktion in Württemberg erinnern ein im Jahr 2000 zu Duttenhofers Ehren in Oberensingen gepflanzter Maulbeerbaum und der Straßenname Seidenstraße in Stuttgart. Auch Ludwigsburg besaß bis 1911 eine Seidenstraße, dann wurde diese in Richard-Wagner-Straße umbenannt. Das herzogliche Spinn- bzw. Seidenkulturhaus in der Ludwigsburger Friedrich-Ebert-Straße ist erhalten geblieben. Es dient heute als Wohnhaus. Auch das ehemalige Filatorium in Stuttgart-Berg, Poststraße 44, steht noch.

## Duttenhofers Ende
Christoph Friedrich Duttenhofer arbeitete zeitweise in Ludwigsburg in der Seidenproduktion, zeitweise auch in der Landeshauptstadt im herzoglichen Garten beim Büchsentor. Trotz der Anerkennung als Fachmann und obwohl er zahlreiche Prämien erhielt, geriet der suspendierte Pfarrer in finanzielle Schwierigkeiten und war schließlich auf die Unterstützung seines Sohnes angewiesen. Als Karl August Friedrich Duttenhofer dies nicht mehr leisten konnte, kam er am 16. März 1782 beim Herzog um Unterstützung ein und bat, den kranken Vater im herzogliche Pfleghaus aufzunehmen, was aber abgelehnt wurde. Christoph Friedrich Duttenhofer starb am 23. April 1782 im herzoglichen Lazarett, einer Einrichtung für Mittellose.